# Severo Meza
Severo Efraín Meza Mayorga (ur. 9 lipca 1986 w Naranjos) – meksykański piłkarz występujący na pozycji prawego obrońcy, reprezentant Meksyku.

## Kariera klubowa
Meza jest wychowankiem klubu CF Monterrey, do którego seniorskiej drużyny został włączony jako osiemnastolatek przez szkoleniowca Miguela Herrerę. W meksykańskiej Primera División zadebiutował 8 maja 2005 w przegranym 1:3 spotkaniu z Tolucą, przez pierwsze kilka miesięcy będąc jednak rezerwowym drużyny. W tej roli w jesiennym sezonie Apertura 2005 zdobył ze swoim zespołem wicemistrzostwo kraju, lecz bezpośrednio po tym sukcesie wywalczył sobie miejsce w wyjściowym składzie. Premierowego gola w najwyższej klasie rozgrywkowej strzelił 4 lutego 2006 w przegranej 2:3 konfrontacji z Tecos UAG. Przez kolejne trzy lata nie zanotował z Monterrey większych sukcesów, lecz po przyjściu do klubu trenera Víctora Manuela Vuceticha był przeważnie podstawowym bocznym obrońcą i jednym z ważniejszych ogniw prowadzonej przez niego drużyny, odnoszącej osiągnięcia zarówno na arenie krajowej jak i międzynarodowej i uznawanej powszechnie za najlepszy zespół w historii klubu.
W sezonie Apertura 2009 Meza zdobył z Monterrey swoje pierwsze mistrzostwo Meksyku, natomiast w styczniu 2010 triumfował w rozgrywkach kwalifikacyjnych do Copa Libertadores – InterLidze. W sezonie Apertura 2010 po raz kolejny wywalczył tytuł mistrza Meksyku, w tamtym okresie będąc jednak często rezerwowym i rywalizując o miejsce w składzie z Sergio Pérezem. W 2011 triumfował z Monterrey w najbardziej prestiżowych rozgrywkach północnoamerykańskiego kontynentu – Lidze Mistrzów CONCACAF, zaś kilka miesięcy później wziął udział w Klubowych Mistrzostwach Świata, podczas których jego ekipa zajęła piąte miejsce. Podczas wiosennych rozgrywek Clausura 2012 zdobył za to swoje drugie wicemistrzostwo kraju, wówczas mając już niepodważalne miejsce na prawej obronie. W tym samym roku po raz drugi wygrał północnoamerykańską Ligę Mistrzów, a także ponownie wystąpił na Klubowych Mistrzostwach Świata, gdzie tym razem prowadzony przez Vuceticha zespół spisał się lepiej niż przed rokiem, zajmując trzecią lokatę.
W 2013 roku Meza trzeci raz z rzędu wygrał z Monterrey rozgrywki Ligi Mistrzów CONCACAF oraz po raz trzeci wziął udział w Klubowych Mistrzostwach Świata. Tym razem na marokańskich boiskach jego drużyna powtórzyła wynik sprzed dwóch lat i ponownie zajęła piąte miejsce. W styczniu 2015, po odejściu z zespołu klubowej legendy i dotychczasowego lidera Humberto Suazo, został mianowany przez szkoleniowca Carlosa Barrę nowym kapitanem drużyny, lecz już kilka miesięcy później stracił miejsce w składzie na rzecz Efraína Juáreza. Wobec tego udał się na wypożyczenie do niżej notowanej ekipy Dorados de Sinaloa z miasta Culiacán, gdzie jako podstawowy zawodnik spędził pół roku. Nie zdołał jednak uchronić zespołu prowadzonego przez José Guadalupe Cruza – swojego byłego trenera z Monterrey – przed spadkiem do drugiej ligi na koniec rozgrywek 2015/2016.
Latem 2016 Meza został wypożyczony do beniaminka najwyższej klasy rozgrywkowej – ekipy Club Necaxa z siedzibą w Aguascalientes.

## Kariera reprezentacyjna
W maju 2006 Meza został powołany przez szkoleniowca Pablo Lunę do olimpijskiej reprezentacji Meksyku U-23 na prestiżowy towarzyski Turniej w Tulonie. Na francuskich boiskach jako kapitan drużyny rozegrał dwa z trzech możliwych spotkań (obydwa w wyjściowym składzie), zaś jego kadra z bilansem dwóch remisów i porażki zajęła trzecie miejsce w grupie, nie kwalifikując się do fazy pucharowej.
W seniorskiej reprezentacji Meksyku Meza zadebiutował za kadencji selekcjonera José Manuela de la Torre, 27 maja 2012 w wygranym 2:0 meczu towarzyskim z Walią. Rok później został powołany na Puchar Konfederacji, gdzie pełnił jednak wyłącznie rolę rezerwowego i nie pojawił się na boisku w żadnym z trzech możliwych spotkań. Jego kadra odpadła natomiast z rozgrywek już w fazie grupowej. Podstawowym piłkarzem drużyny narodowej był natomiast przez większą część udanych dla niej ostatecznie eliminacji do Mistrzostw Świata 2014, podczas których rozegrał dziesięć meczów, jednak stracił miejsce w reprezentacji po odejściu z niej De la Torre.

## Statystyki kariery

### Klubowe
| Monterrey | 2004–2005 | Meksyk | Liga MX | 1   | 0 | —  | — | —              | —  | — | 1   | 0 |
| Monterrey | 2005–2006 | Meksyk | Liga MX | 25  | 1 | 3  | 0 | —              | —  | — | 28  | 1 |
| Monterrey | 2006–2007 | Meksyk | Liga MX | 31  | 0 | 1  | 0 | —              | —  | — | 32  | 0 |
| Monterrey | 2007–2008 | Meksyk | Liga MX | 27  | 0 | 1  | 0 | —              | —  | — | 28  | 0 |
| Monterrey | 2008–2009 | Meksyk | Liga MX | 17  | 0 | —  | — | —              | —  | — | 17  | 0 |
| Monterrey | 2009–2010 | Meksyk | Liga MX | 29  | 1 | 3  | 0 | CL             | 2  | 0 | 34  | 1 |
| Monterrey | 2010–2011 | Meksyk | Liga MX | 18  | 0 | —  | — | LMC            | 6  | 0 | 24  | 0 |
| Monterrey | 2011–2012 | Meksyk | Liga MX | 30  | 0 | —  | — | LMC + KMŚ      | 11 | 0 | 41  | 0 |
| Monterrey | 2012–2013 | Meksyk | Liga MX | 30  | 0 | —  | — | LMC + KMŚ      | 11 | 0 | 41  | 0 |
| Monterrey | 2013–2014 | Meksyk | Liga MX | 31  | 0 | 4  | 0 | KMŚ            | 2  | 0 | 37  | 0 |
| Monterrey | 2014–2015 | Meksyk | Liga MX | 37  | 0 | 6  | 0 | —              | —  | — | 43  | 0 |
| Monterrey | 2015–2016 | Meksyk | Liga MX | 5   | 0 | 5  | 0 | —              | —  | — | 10  | 0 |
| Dorados   | 2015–2016 | Meksyk | Liga MX | 11  | 0 | 2  | 0 | —              | —  | — | 13  | 0 |
| Necaxa    | 2016–2017 | Meksyk | Liga MX | 0   | 0 | —  | — | —              | —  | — | 0   | 0 |
| Ogółem    | Ogółem    | Ogółem | Ogółem  | 292 | 2 | 25 | 0 | CL + LMC + KMŚ | 32 | 0 | 349 | 2 |

Legenda:
- CL – Copa Libertadores
- LMC – Liga Mistrzów CONCACAF
- KMŚ – Klubowe Mistrzostwa Świata

### Reprezentacyjne
| Meksyk | Meksyk | 2012   | 4 | 0 | 5  | 0 | — | — | — | 9  | 0 |
| Meksyk | Meksyk | 2013   | 2 | 0 | 5  | 0 | — | — | — | 7  | 0 |
| Ogółem | Ogółem | Ogółem | 6 | 0 | 10 | 0 | — | — | — | 16 | 0 |